# Kostel svatého Prokopa (Volevčice)
Kostel svatého Prokopa je římskokatolický kostel zasvěcený svatému Prokopovi ve Volevčicích v okrese Most. Jeho současná novorománská podoba vychází z přestavby v 19. století.

## Historie
První písemná zmínka o faře a kostele svatého Havla ve Volevčicích pochází z poloviny 14. století. Farnost zanikla v 17. století, obec byla přifařena k sousednímu Bečovu a zdejší kostel zůstal jen filiální. Z původního pravděpodobně gotického kostela se dochovala pouze hranolová věž. V roce 1840 k ní byl přistavěn nový jednolodní kostel v novorománském stylu zasvěcený svatému Prokopovi a byla upravena i fasáda věže.